# ایتارو اوزاوا
ایتارو اوزاوا (به ژاپنی: 小沢 栄太郎 Ozawa Eitarō) بازیگر ژاپنی بود. وی در بیش از ۲۰۰ فیلم بین سال‌های ۱۹۳۵ و ۱۹۸۸ ظاهر شد. از فیلم‌هایی که وی در آن نقش داشته، می‌توان به اوگتسو مونوگاتاری (۱۹۵۳)، عاشقان مصلوب (۱۹۵۴)، گرگ (۱۹۵۵)، ترور (۱۹۶۴) و اونیماسا (۱۹۸۲) اشاره کرد.